# Cerbère
Cervera (en francés: Cerbère; en catalán: Cervera o Cervera de la Marenda) es un municipio francés situado en el departamento de los Pirineos Orientales y la región del Occitania. Pertenece al distrito de Céret y al cantón de Costa Bermeja y contaba con 1.257 habitantes en 2021. La comuna hace frontera con España.

## Toponimia y etimología
La etimología de la palabra no tiene nada que ver con el perro Cerbero (en francés: Cerbère), guardián de los Infiernos en la mitología griega, aunque el Cabo Cervera puede parecer un puesto de defensa a la entrada de España. De hecho, numerosas localidades llevan el mismo nombre, sobre todo en Cataluña, y su situación geográfica no justifica tal etimología. Otra hipótesis es la de "lugar frecuentado por los ciervos" (en francés: cerfs), también poco plausible. Dada la antigüedad del nombre, cabe suponerlo de origen prelatino, y relacionarlo con la raíz preindoeuropea kar, ker (peña), seguida de la raíz ibero-vasca -erri (lugar). El nombre de Cervera designaría pues un lugar rocoso, que encaja perfectamente con la descripción del municipio, y también con otros lugares con nombres similares.

## Geografía

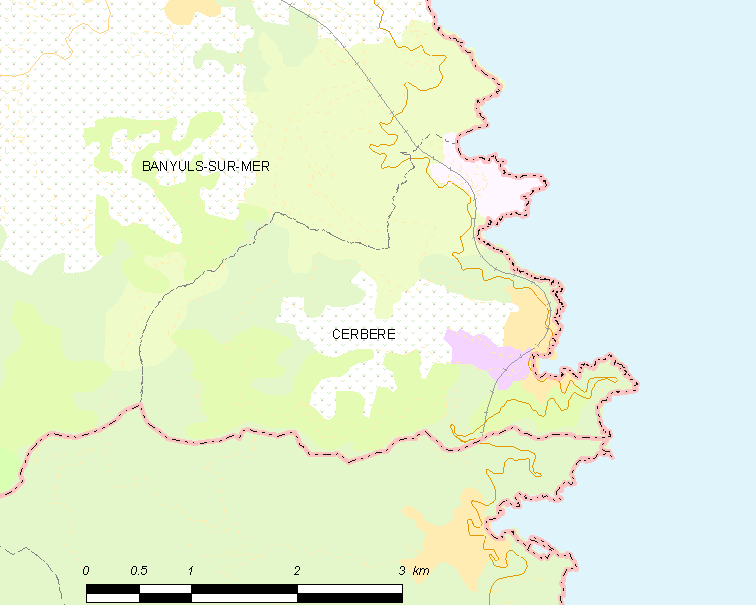
Situación de Cervera

Limita con Bañols y con Port-Bou (España). Su altitud oscila desde los 0 m al nivel del Mediterráneo hasta los 643 m en las Albères.
Forma parte de la costa Bermeja. 

## Historia

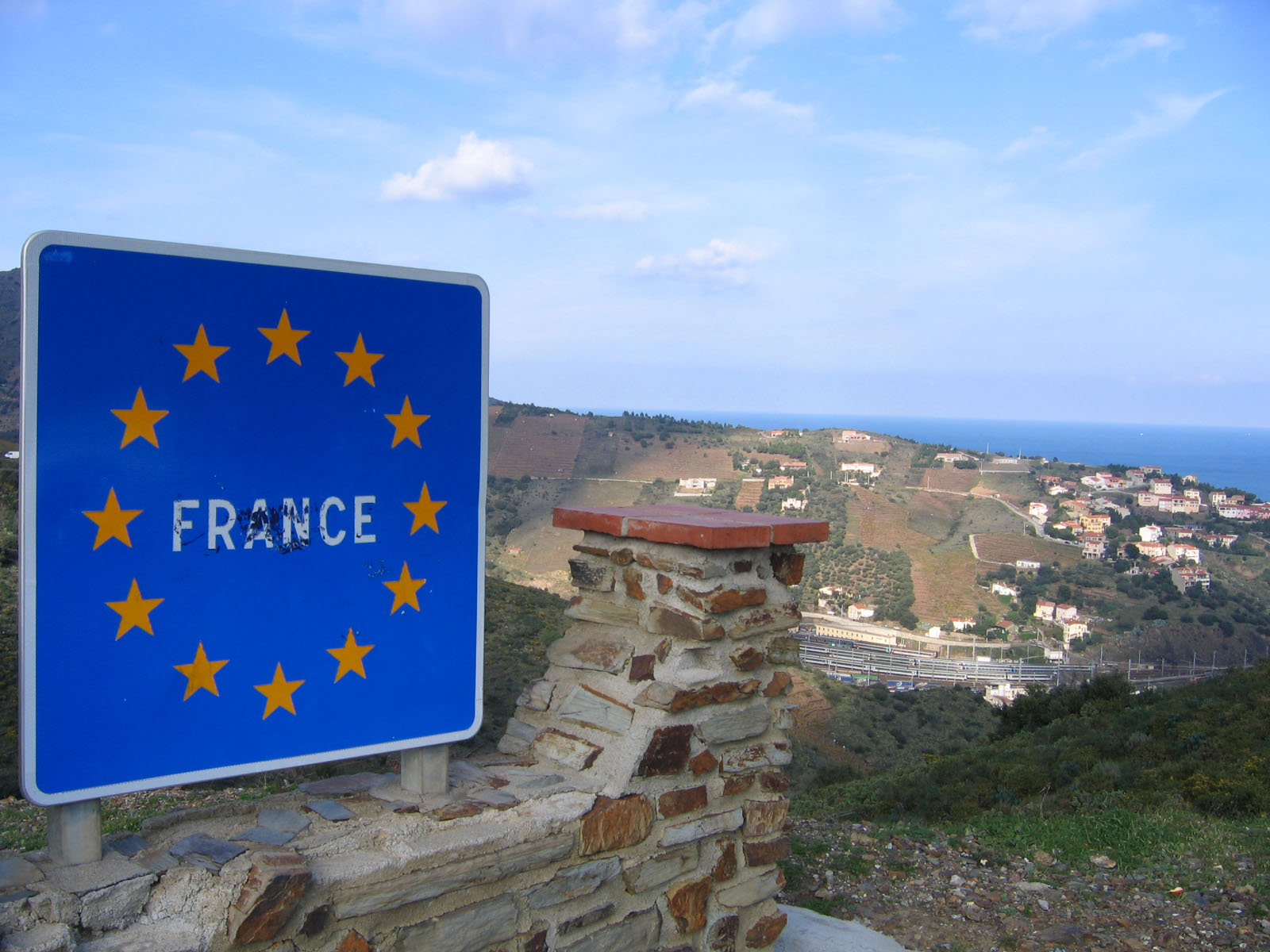
Vista del Col des Balistres

La ocupación prehistórica del lugar no da lugar a dudas, dada la presencia de varios megalitos en el territorio municipal: un menhir en el pie del Pico de Querroig (en catalán la Pera Dreta), y tres dólmenes: en el Col de la Farella, el Col des Portes y el lugar de la Coma Estepera.
Cervera fue mencionada en el siglo I por el geógrafo Pomponio Mela, que la marca como el límite de las Galias: «Cervaria locus finis galliae»; esto se reflejará en 1659 en las negociaciones para fijar la frontera franco-española. En 1155 se encuentra la forma Cervera.
Aunque el municipio de Cervera solo data de 1888, su territorio ya estuvo delimitado por un acta de 981, bajo la forma de un feudo concedido por el rey Lotario a su amigo el duque Gausfredo. En este documento se precisan los límites actuales de su territorio: Perafita, el pic Joan y el pic de Querroig. Este feudo, llamado la vall de Cervera, poseía un castillo (la torre de Querroig es el único vestigio) y una iglesia dedicada a San Salvador, construida al pie del pico de Querroig y mencionada en el siglo XIV. Es en el siglo XIV justo cuando se encuentran algunos elementos que permiten tener una vaga idea de la historia de Cervera. El lugar fue anexado al de Abeilles para formar un solo señorío, cuyo propietario fue Dominique Isern, de Rigarda, a finales del Antiguo Régimen. El conjunto formaba a su vez parte del municipio de Banyuls-sur-Mer, al cual ya estaba, de un modo o de otro, ligado desde la Edad Media. El emplazamiento del lugar, junto con el Rosellón, fue cedido a Francia con motivo de la Paz de los Pirineos, firmado en 1659 entre Francia y España.
En 1864 el destino de Cervera cambió: en este año se firmó un acuerdo entre España y Francia para hacer del Col des Balistres un nudo ferroviario entre los dos países, lo que implicó la construcción de las dos estaciones fronterizas de Port-Bou y de Cervera. El túnel internacional se inauguró en 1876, y las líneas regulares y la estación internacional en 1878. Pronto, el tráfico llegó a tener gran importancia y llevó a que la población creciera rápidamente. Las instalaciones ferroviarias adquieren dimensiones considerables, principalmente a causa del diferente ancho de vía de España y de Francia, que obliga a realizar transbordos de mercancías de un convoy al otro. El flujo de población lleva a la creación del municipio de Cervera (1889), con 1428 habitantes en el censo de 1891. La población no dejó de crecer hasta 1962, cuando se alcanzó el récord de 2438 habitantes. La curva se ha invertido a partir de esta fecha por diversas razones: mecanización de las tareas ferroviarias (sobre todo el cambio de ejes), competencia de los transportes por carretera y supresión de las barreras aduaneras. Sin embargo, el papel económico de Cerbère está lejos de ser despreciable: en 1998, la estación procesó un total de 2 500 000 toneladas de mercancías. Con respecto a los medios de transporte, se manejan de 350 a 700 vagones al día, bien por la técnica de cambio de ejes (13 trenes al día), o bien por la técnica combinada (10 trenes por día). Con respecto a los viajeros, el número de trenes que paran en la estación varía de 18 a 47 al día según el periodo (cifras recogidas en el sitio web del consejo general). Al año transitan 15 000 trenes por la estación SNCF de Cervera.

## Demografía
| 1690 | 2064 | 1940 | 1641 | 1461 | 1487 |
| Para los censos de 1962 a 1999 la población legal corresponde a la población sin duplicidades (Fuente: INSEE [Consultar]) |      |      |      |      |      |

## Lugares y monumentos

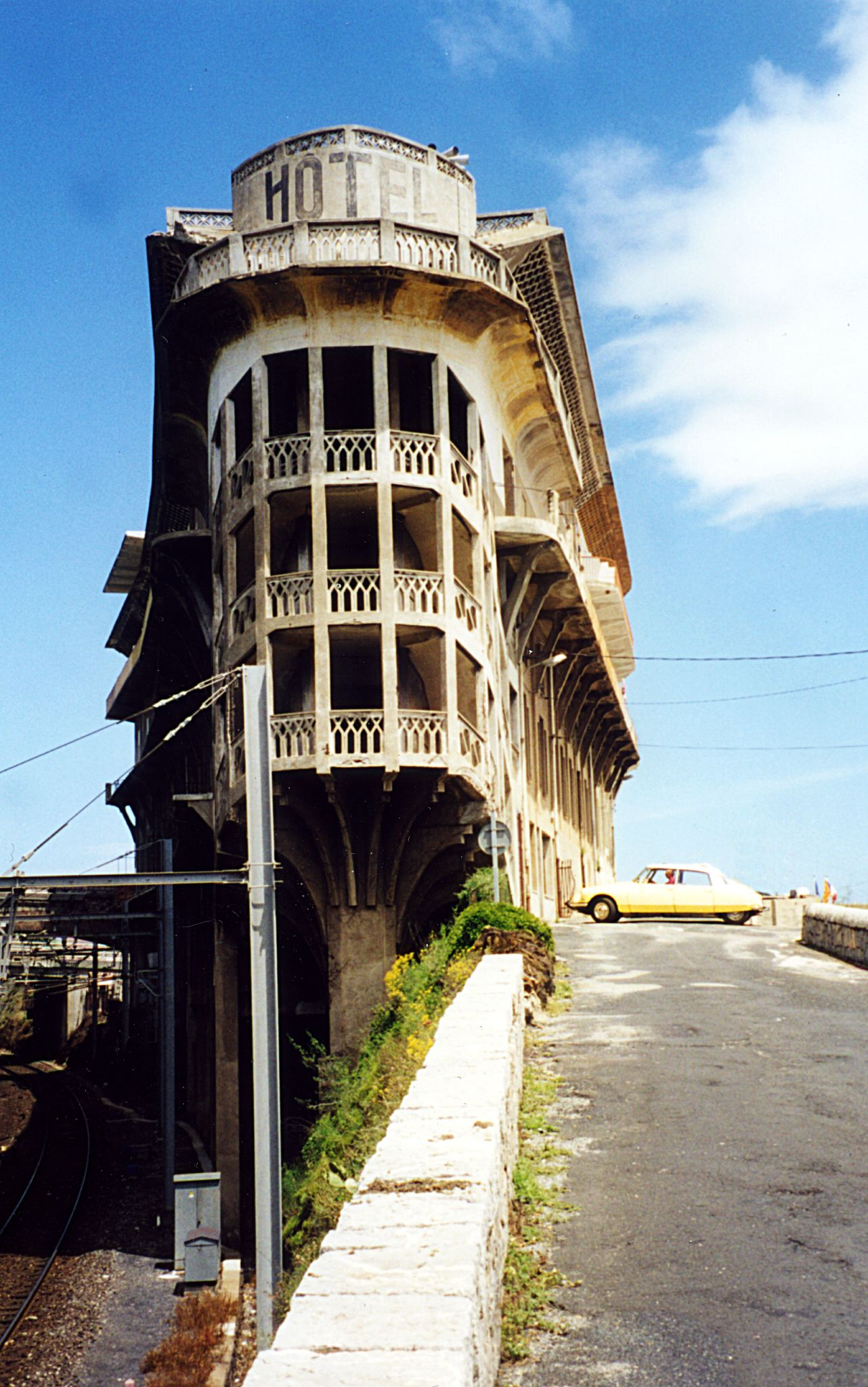
Hôtel Belvédère du Rayon Vert

- El antiguo Hôtel Belvédère du Rayon Vert fue diseñado según los patrones del art déco por el arquitecto Léon Baille. Se construyó entre 1928 y 1932 y tiene el aspecto global de un barco. Cuenta con cine propio y una pista de tenis en el tejado. En 2002, se añadió a la lista suplementaria de monumentos históricos.
- El cabo Cervera es un promontorio rocoso que ofrece excelentes vistas de la costa española.
- La carretera entre la frontera franco-española, aunque tortuosa, ofrece vistas espléndidas de la ciudad y de la costa.
- Cervera es un importante centro turístico, a menudo asociado con el submarinismo. La Reserva naturelle de Cervera-Bañols, establecida en 1974, es la primera reserva natural marina de Francia y cubre 650 ha de mar.

## Personalidades ligadas al municipio
- Édouard Ramonet, antiguo ministro, nació en Cervera en 1909